# Sylvester Stallone
Sylvester Stallone   (Hell's Kitchen, 6 de juliol de 1946) és un actor, guionista, productor i director de cinema nord-americà d'origen italià.
Stallone és reconegut mundialment com un dels principals actors del cinema d'acció de Hollywood. Ha donat vida a dos personatges icònics de la història del cinema: a Rocky Balboa, un desconegut boxejador de Filadèlfia que contra tot pronòstic es converteix en campió, i a John Rambo, un turmentat exboina verd veterà de la Guerra del Vietnam, especialitzat en guerrilla, supervivència i combat. La cinta Rocky (1976) li va valer tres nominacions al premi Óscar, en la categoria de millor actor, millor pel·lícula i millor guió. El 2016, va guanyar el Globus d'Or com a millor actor de repartiment pel paper de Rocky Balboa a l'spin-off de la saga, Creed (2015), a més de ser nominat a l'Óscar en la mateixa categoria.
A part de les sagues de Rocky i Rambo, entre les seves cintes més populars es troben: Cobra (1986), Lock Up (1989), Tango i Cash (1989), Demolition Man (1993), Cliffhanger (1993), Assassins (1995), Judge Dredd (1995) i The Expendables (2010).

## Biografia
Stallone va nàixer a Hell's Kitchen, Nova York. Fill de Jacqueline, Jackie, astròloga, mestra de dansa, i representant de dones lluitadores, i Frank Stallone, un estilista. El pare de Stallone era natural de Gioia del Colle (província de Bari, Itàlia)
Els anys 60, Stallone va estudiar a l'American College of Switzerland, Leysin, i, a la Universitat de Miami, durant tres anys. Les seves notes no van ser bones i malgrat que va ser expulsat d'unes quantes escoles, a Filadèlfia va destacar com a jugador de futbol.
Al començament dels anys 1970, per a pagar-se les classes d'art dramàtic, va haver d'actuar a la pel·lícula pornogràfica The Party at Kitty and Stud's. També va aparèixer a Bananas, de Woody Allen, fent de delinqüent a les escenes del Metro, i també va aparèixer a un episodi de la sèrie "Kojak" protagonitzada per Telly Savalas, on hi feia del detectiu Rick Daley.
Va començar a escriure guions, i va assolir el títol de Batxiller de Belles Arts (BFA) el 1999.

## Vida personal

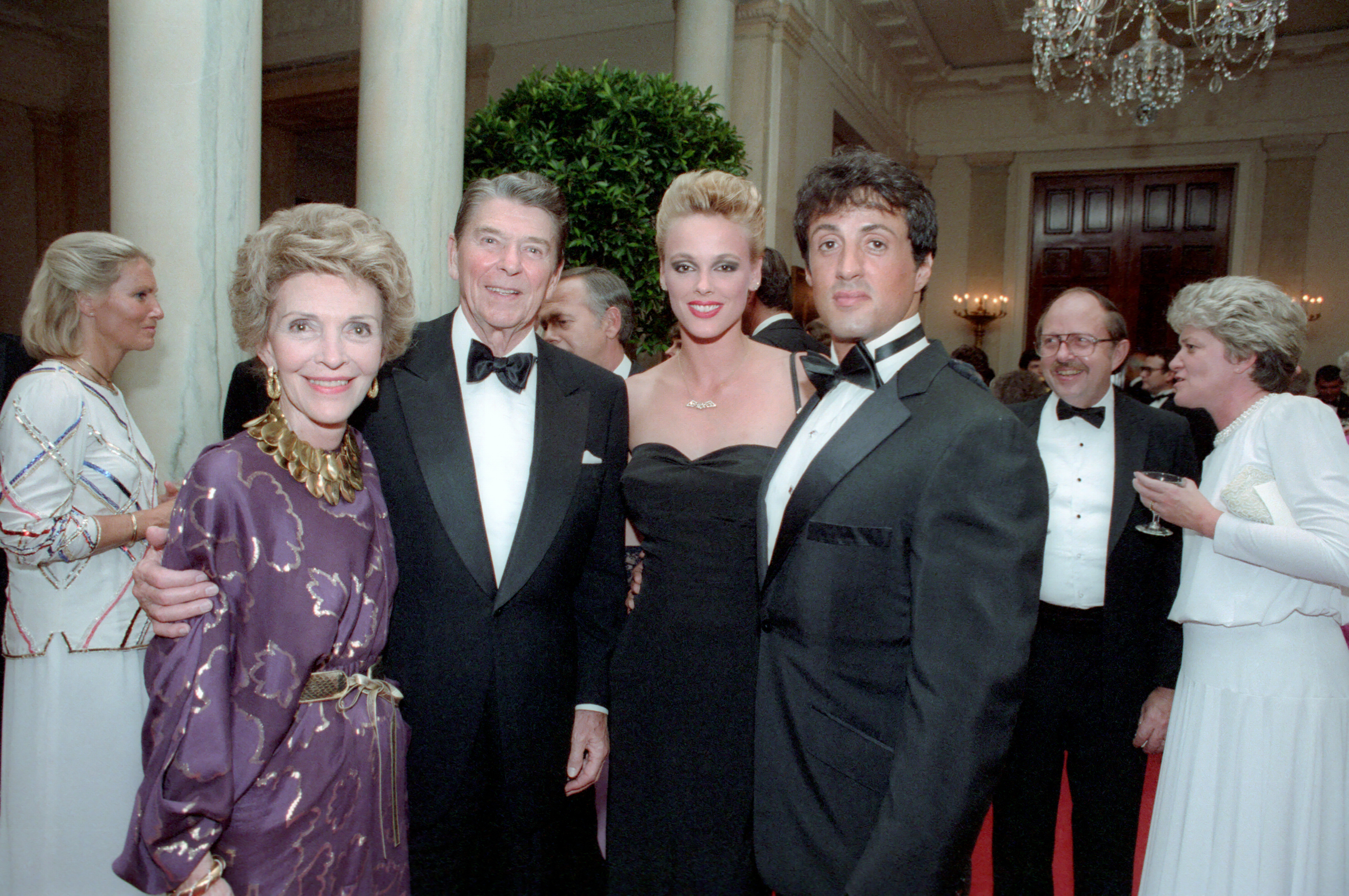
Stallone amb la seva segona esposa Brigitte Nielsen, Ronald Reagan i Nancy Reagan el 1985.

Ell 1974, es va casar amb l'actriu Sasha Czack.  Es van divorciar en 1985, any en què va contreure matrimoni amb l'actriu danesa Brigitte Nielsen. Stallone i Nielsen es van separar l'any 1987 i posteriorment es van divorciar. La parella era presa dels tabloides, en gran part a causa de la mala reputació de Nielsen. Stallone es va relacionar sentimentalment amb les models Jennifer Flavin, Janice Dickinson i Andrea Wieser. Finalment va contreure matrimoni amb Jennifer Flavin el 1997. Té cinc fills: Sagei Seargeoh, del seu matrimoni amb Sasha; i Sophia, Sistine i Scarlet, del seu matrimoni amb Jennifer.
Stallone va créixer com a catòlic, però va deixar d'anar a l'església així que la seva carrera d'actor va progressar.
Va començar a redescobrir la seva fe quan la seva filla Sophia va néixer malalta del cor el 1996,  i finalment, torna a la pràctica de la fe catòlica.

### Defunció del seu fill
Un dels moments més devastadors de la seva vida va ser la pèrdua d'un fill. Sage Stallone, el seu fill gran, va ser trobat mort el divendres 13 de juliol de 2012 a la seva residència de Hollywood, va informar el seu advocat, George Braunstein, al diari The New York Post. Braunstein va dir que el fill de l'actor, de 36 anys, "es trobava bé i treballant en diferents projectes". "Estava planejant casar-se. Estic devastat. Era una persona meravellosa, un paio increïble. És una tragèdia", va afegir.
Un membre del cos de policia de Los Angeles va confirmar el succés a la publicació. "No hi ha indicis d'agressió o activitat criminal", va dir, segons el diari, el policia, que va anar a la vivenda per comprovar si tot estava en ordre una vegada que havia rebut trucades sol·licitant que se n'investigués el parador.
La web TMZ.com, especialitzada en informació de famosos, cita fonts no identificades per detallar que la mort del fill de l'actor va ser deguda a una sobredosi de pastilles, encara que més tard l'autòpsia va revelar que va morir a causa d'un atac cardíac per una malaltia coronària causada per arterioesclerosi.
Sage Stallone va fer el seu debut a la gran pantalla de la mà del seu pare a Rocky V (1990), on va donar vida al fill de Rocky Balboa, anomenat Robert. Després, després d'intervenir en altres títols com Daylight (1996), va passar a labors de producció i direcció.

## Rocky: El salt a la fama

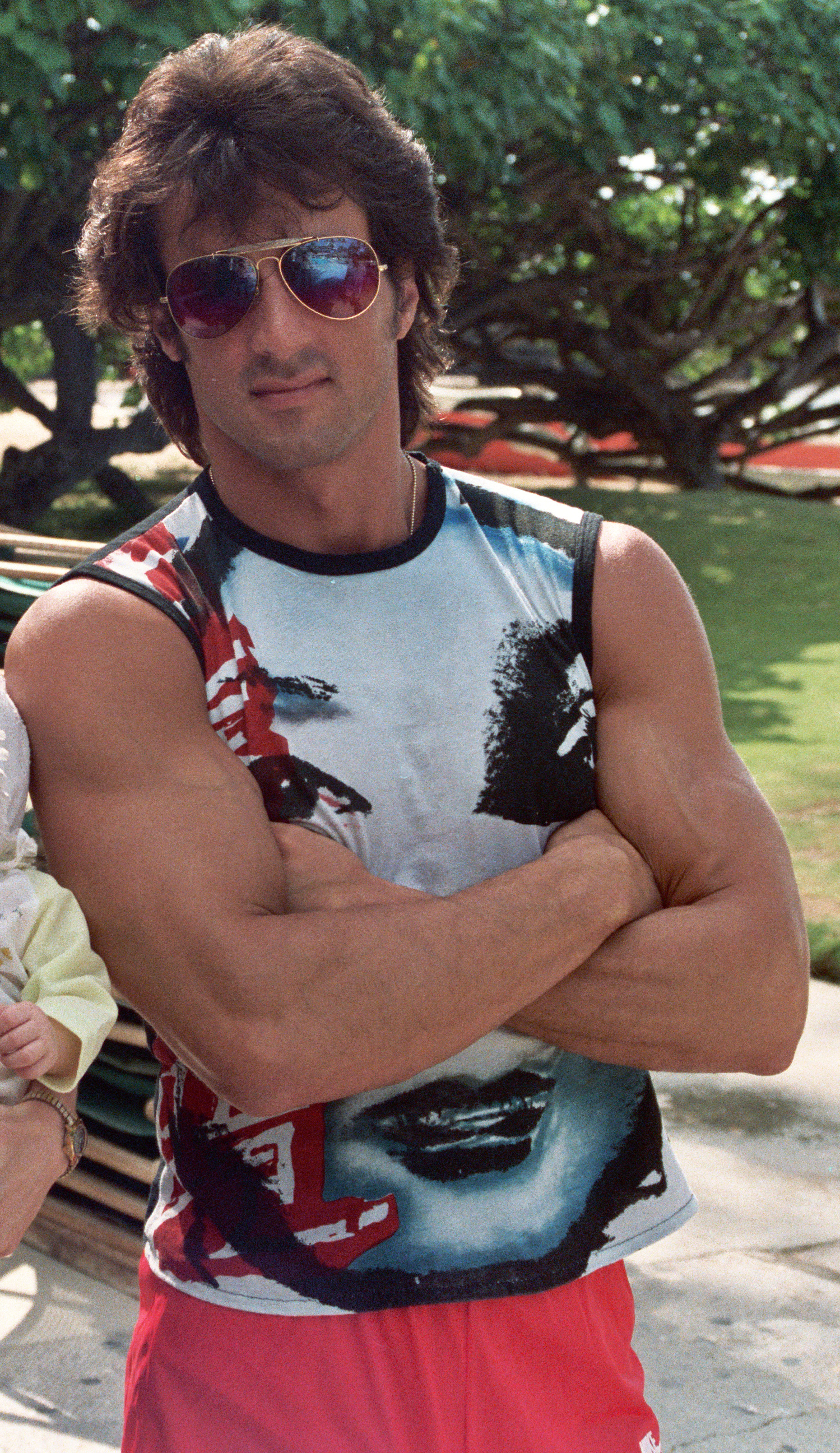
Stallone el 1983.

Stallone va escriure'n el guió i va protagonitzar sis vegades la saga del boxador d'origen italià Rocky Balboa. La primera pel·lícula va ser Rocky, el 1976. Amb ella, Stallone assolí la fama i va ser considerat un actor seriós que prometia arribar al nivell d'actors com Al Pacino i Jack Nicholson. Amb aquesta pel·lícula, que va guanyar l'Oscar a Millor Pel·lícula, Stallone va ser nominat també a l'Oscar a les categories de Millor Actor i Millor Guió. El 2016 va ser nominat en la categoria de millor actor de repartiment per la pel·lícula "Creed, La llegenda de Rocky".

## Carrera al cinema
A la seua carrera cinematogràfica ha explotat l'arquetipus d'home dur i ha rebutjat papers dramàtics, mentre protagonitzava nombroses pel·lícules d'acció amb algunes incursions sense èxit a la comèdia. A la fi de la dècada de 1970 va fer papers dramàtics a F.I.S.T. i Paradise Alley, que van rebre bones crítiques per a Stallone però totes dues van fracassar a la taquilla. Després, va ser criticat a causa de la seua escultural figura i manca d'expressió emocional. Malgrat això, és un clar exponent del cinema d'entreteniment de les últimes tres dècades. Entre les seues interpretacions destaca la seua actuació a First Blood, on va interpretar un turmentat veterà de guerra que es deia "John Rambo". És agredit per un abusiu cap de policia de poble i Rambo es veu forçat a defensar-se. La crítica va aclamar-lo dient que li havia donat un aspecte més humà que el que tenia originalment el personatge a la novel·la. Durant la dècada dels 80 va fer dues pel·lícules més de Rambo, que van ser grans èxits a la taquilla, però van ser criticades per la falta de contingut. El 1997 va fer de protagonista a Cop Land, al costat d'un gran elenc, amb Robert De Niro, Ray Liotta i Harvey Keitel. Es va engreixar vint quilograms per a interpretar un policia mediocre i gras de l'Estat de Nova Jersey. La cinta, encara que de considerable qualitat, no és cap clàssic del gènere de mafiosos, però la seua actuació va ser aclamada per la crítica i considerada com la millor interpretació que ha fet des de Rocky el 1976. Va rebre el premi a Millor Actor del Festival Internacional de Cinema d'Estocolm. El 2003, va fer Shade al costat de Gabriel Byrne, Melanie Griffith, Thandie Newton i Jamie Foxx, entre d'altres. Stallone va interpretar un llegendari i invencible apostador al qual joves i hàbils rivals tracten de vèncer. La cinta, considerada "independent", no va ser cap èxit en taquilla però va ser ben rebuda per la crítica.
A més de les sagues de Rocky i Rambo, entre les seues pel·lícules més taquilleres es troben Cobra, Tancat, Màxim Risc, L'especialista, la qual va ser polèmica per les seves explícites escenes sexuals al costat de Sharon Stone, Assassins, al costat d'Antonio Banderas i dues comèdies de caràcter policíac: Tango i Cash, al costat de Kurt Russell i Demolition Man amb Wesley Snipes i Sandra Bullock.
En l'actualitat, Stallone intenta reviure èxits del passat i recentment va estrenar Rocky Balboa i Rambo. Les dues van tenir bona acollida de l'audiència i dels crítics.
El seu últim projecte és una pel·lícula d'acció que es diu The Expendables, la qual ha dirigit i protagonitzat. Narra la història d'un grup de mercenaris en una missió especial per a derrocar un dictador en un país d'Amèrica del Sud i, entre els actors, compta amb Jason Statham, Jet Li, Dolph Lundgren, Forest Whitaker, Randy Couture i una curta aparició de Bruce Willis i Arnold Schwarzenegger. El rodatge va començar al març del 2009 al Brasil i l'estrena es va fer en agost del 2010.

## Filmografia
| Any  | Pel·lícula                                                        | Als crèdits com | Als crèdits com | Als crèdits com | Als crèdits com | Paper                          | Notes |  |
| Any  | Pel·lícula                                                        | Director        | Productor       | Guionista       | Actor           | Paper                          | Notes |  |
| ---- | ----------------------------------------------------------------- | --------------- | --------------- | --------------- | --------------- | ------------------------------ | --- |  |
| 1970 | The Party at Kitty and Stud's                                     |                 |                 |                 | sí              | Stud                           | |  |
| 1970 | No Place to Hide                                                  |                 |                 |                 | sí              | Jerry Savage                   | |  |
| 1971 | Bananas                                                           |                 |                 |                 | sí              | Agressor al metro 1            | Cameo; No surt als crèdits |  |
| 1971 | Klute                                                             |                 |                 |                 | sí              | Amo de la discoteca            | Cameo; No surt als crèdits |  |
| 1974 | The Lords of Flatbush                                             |                 |                 | sí              | sí              | Stanley Rosiello               | guionista |  |
| 1975 | El presoner de la Segona Avinguda (The Prisoner of Second Avenue) |                 |                 |                 | sí              | Youth in Park                  | |  |
| 1975 | Capone                                                            |                 |                 |                 | sí              | Frank Nitti                    | |  |
| 1975 | La cursa de la mort (Death Race 2000)                             |                 |                 |                 | sí              | Machine Gun Joe Viterbo        | |  |
| 1975 | Mandingo                                                          |                 |                 |                 | sí              | Young Man in Crowd             | Cameo; No surt als crèdits |  |
| 1975 | Adéu, nena                                                        |                 |                 |                 | sí              | Jonnie                         | |  |
| 1975 | Police Story                                                      |                 |                 |                 | sí              | Caddo                          | sèrie TV (1 episodi) |  |
| 1975 | Kojak                                                             |                 |                 |                 | sí              | Detectiu Rick Daly             | sèrie TV (1 episodi) |  |
| 1976 | Cannonball                                                        |                 |                 |                 | sí              | Mafioso                        | Cameo; No surt als crèdits |  |
| 1976 | Rocky                                                             |                 |                 | sí              | sí              | Rocky Balboa                   | Guionista Nominació − Oscar al millor actor Nominació − Oscar al millor guió original Nominació − Globus d'Or al millor actor dramàtic Nominació − Globus d'Or al millor guió Nominació − BAFTA al millor actor Nominació − BAFTA al millor guió |  |
| 1978 | F.I.S.T.                                                          |                 |                 | sí              | sí              | Johnny D. Kovak                | guió |  |
| 1978 | La cuina de l'infern (Paradise Alley)                             | sí              |                 | sí              | sí              | Cosmo Carboni                  | Director i guionista |  |
| 1979 | Rocky II                                                          | sí              |                 | sí              | sí              | Rocky Balboa                   | Director i Guionista |  |
| 1981 | Nighthawks                                                        |                 |                 |                 | sí              | Detectiu Sergent Deke DaSilva  | |  |
| 1981 | Evasió o victòria (Escape to Victory)                             |                 |                 |                 | sí              | capità Robert Hatch            | |  |
| 1982 | Rocky III                                                         | sí              |                 | sí              | sí              | Rocky Balboa                   | Director i Guionista |  |
| 1982 | Acorralat (First Blood)                                           |                 |                 | sí              | sí              | John J. Rambo                  | Guió |  |
| 1983 | Staying Alive                                                     | sí              | sí              | sí              | sí              | Man on Street                  | Cameo; No surt als crèdits, Director, Productor i Guionista |  |
| 1984 | Rhinestone                                                        |                 |                 | sí              | sí              | Nick Martinelli                | Guió |  |
| 1985 | Rambo 2 (Rambo: First blood part II)                              |                 |                 | sí              | sí              | John J. Rambo                  | Guió |  |
| 1985 | Rocky IV                                                          | sí              |                 | sí              | sí              | Rocky Balboa                   | |  |
| 1986 | Cobra                                                             |                 |                 | sí              | sí              | Tinent Marion 'Cobra' Cobretti | Guió |  |
| 1987 | Over the Top                                                      |                 |                 | sí              | sí              | Lincoln Hawk                   | Guió |  |
| 1988 | Rambo III                                                         |                 |                 | sí              | sí              | John J. Rambo                  | Guionista |  |
| 1989 | Encadenat (pel·lícula) (Lock Up)                                  |                 |                 |                 | sí              | Frank Leone                    | |  |
| 1989 | Tango i Cash (Tango & Cash)                                       |                 |                 |                 | sí              | Raymond 'Ray' Tango            | |  |
| 1990 | Rocky V                                                           |                 |                 | sí              | sí              | Rocky Balboa                   | Guionista |  |
| 1991 | Oscar                                                             |                 |                 |                 | sí              | Angelo 'Snaps' Provolone       | |  |
| 1992 | Stop! Or My Mom Will Shoot                                        |                 |                 |                 | sí              | Sergent Joe Bomowski           | |  |
| 1993 | Màxim risc (Cliffhanger)                                          |                 |                 | sí              | sí              | Gabe Walker                    | Guió |  |
| 1993 | Demolition Man                                                    |                 |                 |                 | sí              | John Spartan                   | |  |
| 1994 | L'especialista (The Specialist)                                   |                 |                 |                 | sí              | Ray Quick                      | |  |
| 1995 | Jutge Dredd (Judge Dredd)                                         |                 |                 |                 | sí              | Judge Joseph Dredd             | |  |
| 1995 | Assassins                                                         |                 |                 |                 | sí              | Robert Rath                    | |  |
| 1996 | Daylight                                                          |                 |                 |                 | sí              | Kit Latura                     | |  |
| 1997 | The Good Life                                                     |                 |                 |                 | sí              | Boss                           | no estrenada |  |
| 1997 | Men In Black                                                      |                 |                 |                 | sí              | Alien on TV Monitors           | Cameo; no surt als crèdits |  |
| 1997 | Cop Land                                                          |                 |                 |                 | sí              | Xèrif Freddy Heflin            | |  |
| 1998 | Antz                                                              |                 |                 |                 | sí              | Weaver                         | Veu |  |
| 2000 | Get Carter: Assassí implacable (Get Carter)                       |                 |                 |                 | sí              | Jack Carter                    | |  |
| 2001 | Driven                                                            |                 | sí              | sí              | sí              | Joe Tanto                      | Productor i guió |  |
| 2002 | Liberty's Kids                                                    |                 |                 |                 | sí              | Paul Revere                    | sèrie TV (1 episodi) |  |
| 2002 | D-Tox                                                             |                 |                 |                 | sí              | Jake Malloy                    | |  |
| 2002 | El protector (Avenging Angelo)                                    |                 |                 |                 | sí              | Frankie Delano                 | |  |
| 2003 | Taxi: A tota velocitat (Taxi3)                                    |                 |                 |                 | sí              | Passatger a l'aeroport         | Cameo; No surt als crèdits |  |
| 2003 | Shade: Joc d'assassins (Shade)                                    |                 |                 |                 | sí              | Dean 'The Dean' Stevens        | |  |
| 2003 | Spy Kids 3-D: Game Over                                           |                 |                 |                 | sí              | The Toymaker                   | |  |
| 2005 | Las Vegas                                                         |                 |                 |                 | sí              | Frank the Repairman            | Sèrie TV(2 episodis) |  |
| 2006 | Rocky Balboa                                                      | sí              |                 | sí              | sí              | Rocky Balboa                   | Director and Guionista |  |
| 2008 | Rambo                                                             | sí              |                 | sí              | sí              | John J. Rambo                  | Director i guionista |  |
| 2009 | Kambakkht Ishq                                                    |                 |                 |                 | sí              | ell mateix                     | Cameo |  |
| 2010 | The Expendables                                                   | sí              |                 | sí              | sí              | Barney Ross                    | Director i guionista |  |
| 2012 | The Expendables 2                                                 |                 |                 | sí              | sí              | Barney Ross                    | Guionista |  |
| 2012 | Bullet to the Head                                                |                 |                 |                 | sí              | James Bonomo                   | |  |
| 2013 | Escape Plan                                                       |                 |                 |                 | sí              | Ray Breslin                    | |  |
| 2013 | Grudge Match                                                      |                 |                 |                 | sí              | Henry "Razor" Sharp            | |  |
| 2014 | The Expendables 3                                                 |                 |                 | sí              | sí              | Barney Ross                    | Guionista |  |
| 2017 | Guardians of the Galaxy Vol. 2                                    |                 |                 |                 | sí              | Stakar Ogord                   | |  |
| 2019 | Rambo: Last Blood                                                 |                 |                 | sí              | sí              | John J. Rambo                  | Guionista |  |
| 2023 | Guardians of the Galaxy Vol. 3                                    |                 |                 |                 | sí              | Stakar Ogord                   | Cameo |  |

## Premis i nominacions

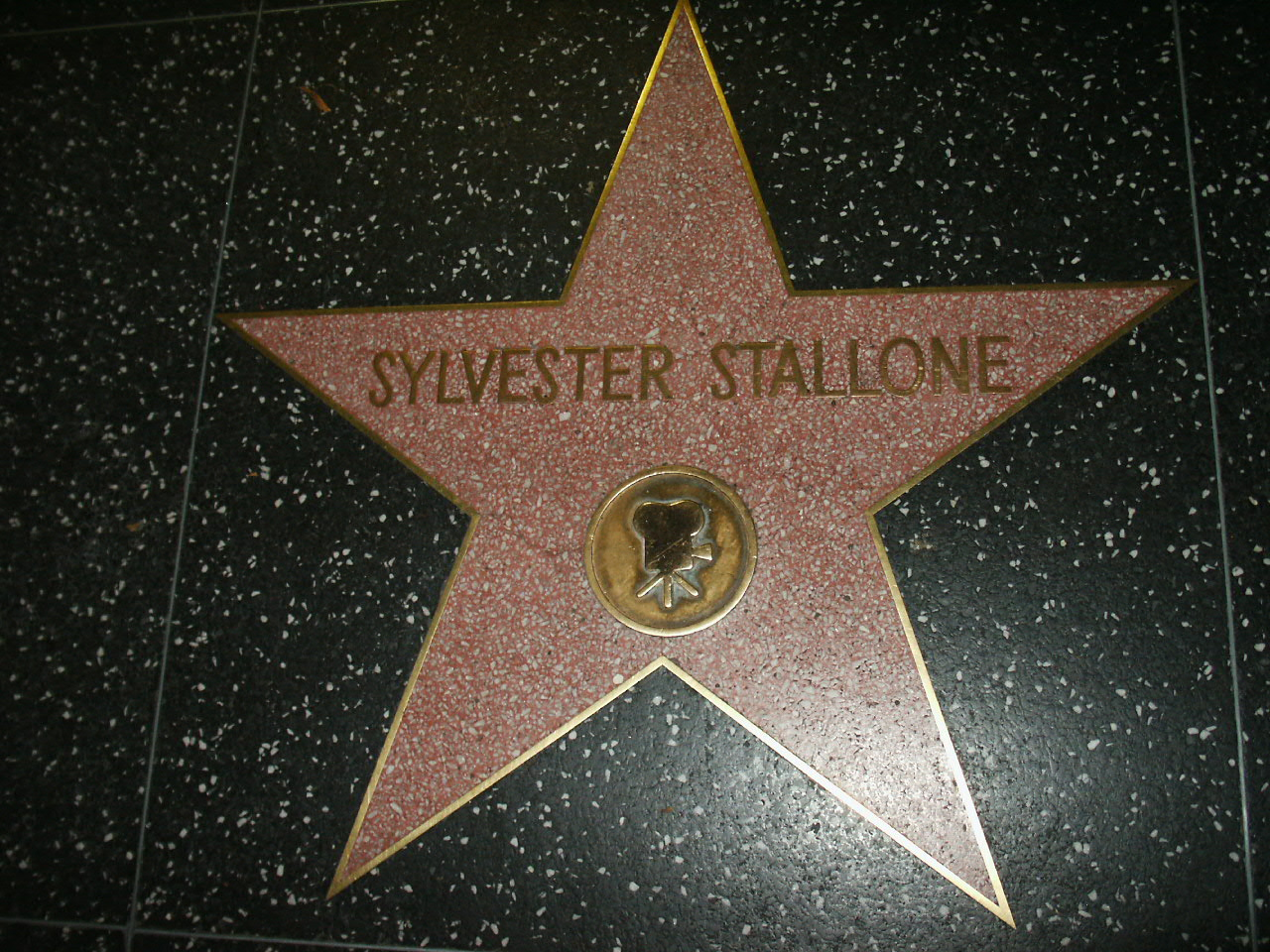
Estrella de Stallone al Passeig de la Fama de Hollywood.

### Premis Oscar
| Any  | Categoria                   | Pel·lícula | Resultat |
| ---- | --------------------------- | ---------- | -------- |
| 1976 | Millor actor                | Rocky      | Nominat  |
| 1976 | Millor guió original        | Rocky      | Nominat  |
| 2016 | Millor actor de repartiment | Creed      | Nominat  |

### Premis Globus d'Or
| Any  | Categoria                   | Pel·lícula | Resultat  |
| ---- | --------------------------- | ---------- | --------- |
| 1976 | Millor guió                 | Rocky      | Nominat   |
| 1976 | Millor actor principal      | Rocky      | Nominat   |
| 2015 | Millor actor de repartiment | Creed      | Guanyador |

### Premis BAFTA
| Any  | Categoria              | Pel·lícula | Resultat |
| ---- | ---------------------- | ---------- | -------- |
| 1976 | Millor actor principal | Rocky      | Nominat  |
| 1976 | Millor guió original   | Rocky      | Nominat  |

### Premis de la Crítica Cinematogràfica
| Any  | Categoria                   | Pel·lícula | Resultat  |
| ---- | --------------------------- | ---------- | --------- |
| 2015 | Millor actor de repartiment | Creed      | Guanyador |

### Premis People's Choice Awards
| Any  | Categoria                     | Resultat  |
| ---- | ----------------------------- | --------- |
| 1986 | Preferit Motion Picture Actor | Guanyador |

### Premis Saturn
| Any  | Categoria                    | Resultat  |
| ---- | ---------------------------- | --------- |
| 1997 | Premi a la vida professional | Guanyador |

### Premis Cèsar
| Any  | Categoria       | Resultat  |
| ---- | --------------- | --------- |
| 1992 | Cèsar Honoriari | Guanyador |

### Premi David de Donatello
| Any  | Categoria              | Pel·lícula | Resultat  |
| ---- | ---------------------- | ---------- | --------- |
| 1976 | Millor Actor Estranger | Rocky      | Guanyador |

### Kansas City Film Critics Circle
| Any  | Categoria    | Pel·lícula | Resultat  |
| ---- | ------------ | ---------- | --------- |
| 1976 | Millor Actor | Rocky      | Guanyador |

### Writers Guild of America modifica
| Any  | Categoria   | Pel·lícula | Resultat  |
| ---- | ----------- | ---------- | --------- |
| 1976 | Millor guió | Rocky      | Guanyador |

### Festival Internacional de Cinema d'Estocolm
Al Festival Internacional de Cinema d'Estocolm se li va atorgar el premi al Millor Actor per la pel·lícula Cop Land.